# Strátos Perpéroglou
Pour les articles homonymes, voir Perpéroglou.
Efstrátios « Strátos » Perpéroglou (en grec : Ευστράτιος «Στράτος» Περπέρογλου), né le 7 août 1984 à Dráma, en Grèce, est un joueur grec de basket-ball, évoluant au poste d'ailier.

## Carrière
Perpéroglou commence sa formation avec les clubs d'AO Kavalas et d'Iviskos. Il signe son premier contrat professionnel en 2002 avec Ilisiakos.
Perpéroglou joue en équipe nationale grecque au Championnat d'Europe des 18 ans et moins en 2002 en Allemagne. La Grèce finit 3e. À l'été 2003, il participe au Championnat du monde des 19 ans et moins et la Grèce remporte la médaille de bronze. À l'été 2004, il joue au Championnat d'Europe des 20 ans et moins, l'équipe est battue en demi-finale.
Perpéroglou quitte Ilisiakos à l'été 2004 pour jouer avec le Paniónios. En 2007, il rejoint le Panathinaïkos.
Avec le Panathinaïkos, Perpéroglou remporte 3 championnats nationaux (2008, 2009, 2010) et deux coupes nationales (2008, 2009). Le Panathinaïkos remporte aussi 2 Euroligues en 2009 et 2011. En 2009, il réalise le triplé Championnat-Coupe-Euroligue. Il participe aussi au All-Star Game du championnat grec.
Perpéroglou intègre ensuite l'équipe nationale senior et remporte le bronze lors du Championnat d'Europe 2009. Il participe au Championnat du monde 2010 mais la Grèce finit 10e.
Stratos Perpéroglou est marié avec la joueuse de basket-ball Erin Buescher.
Il rejoint l'Olympiakós à l'été 2012. Le club remporte l'Euroligue 2012-2013. Perpéroglou est nommé meilleur joueur du mois de décembre 2013 en Euroligue.
En juin 2014, Perpéroglou signe un contrat de deux ans avec l'Anadolu Efes, club de première division turque.
En juillet 2015, il rejoint le FC Barcelone.
Perpéroglou annonce sa retraite sportive en juillet 2021.

### Palmarès
- 3e du championnat d'Europe 2009
- Vainqueur de l'Euroligue 2009 et 2011 avec le Panathinaïkos et en 2013 avec l'Olympiakós
- Champion de Grèce 2008, 2009, 2010 (Panathinaïkos)
- Vainqueur de la coupe de Grèce 2008, 2009 (Panathinaïkos)
- Supercoupe d'Espagne en 2015
- Vainqueur de la Ligue adriatique : 2019